# آلبلاغ (بوكان)
قرية آلبلاغ (كردية: ئاڵبڵاغ) هي إحدى القرى التابعة لفيض الله بغي في ريف قسم مركزي من مقاطعة بوكان، في محافظة أذربیجان الغربیة الإيرانية.

## السكان
حسب إحصاءات سنة 2006، بلغ إجمالي السكان في آلبلاغ 470 نسمة وعدد المساكن 88 مسكن. لغة سكان آلبلاغ هي اللغة الكردية وهم من أهل السنة والجماعة والمذهب الشافعي.